# Живот за царския орел
Проектът „Живот за царския орел“ (на английски: Life for safe grid) е финансиран по програма LIFE+ на Европейския съюз и цели опазване на застрашения царски орел (Aquila heliaca) в България.

## За проекта
Проектът се изпълнява от „ЕВН България Електроразпределение“ съвместно с Българско дружество за защита на птиците (БДЗП) в периода 2013 – 2018 г. и възлиза на близо 4 млн. евро.
Проектът обхваща осем защитени зони в България от мрежата Натура 2000:
- „Адата-Тунджа“ в областите Сливен и Ямбол
- „Дервенски възвишения“ и „Маджарово“ в област Хасково
- „Сакар“ в областите Хасково и Ямбол
- „Мост Арда“ в областите Кърджали и Хасково
- „Западна Странджа“ в областите Бургас и Ямбол
- „Сините камъни“ – Гребенец
- „Каменски баир“ в област Сливен

## Цели на проекта
Основната цел на проекта е опазването на популацията на царския орел в Югоизточна България. Това се постига чрез информираност относно рисковете, които електроенергийната инфраструктура създава за този и други видове птици. Работи се за намаляване смъртността на царския орел при токов удар и сблъсък с електропроводи.

## Дейности по проекта

### Мониторинг
За целия период на проекта от 2013 г. до 2018 г. се извършва мониторинг три пъти годишно на известните територии на гнездене на царския орел в Югоизточна България. Това цели установяване броя на гнездящите птици по време на проекта. За 2014 г. са установени 26 двойки орли, а две години по-късно – през 2016 г. – двойките са 28. Специалистите описват и релефа и типовете на електрическите стълбове на тези територии.

### Кабелиране на електропроводи
При кабелирането на електропроводи се извършва реконструкция на електроразпределителната мрежа, като въздушните линии се вкопават под земята.
Към 2017 г. в рамките на проекта са положени 43 км. подземни кабели и са премахнати три въздушни електропровода 20kV в община Тополовград с обща дължина над 50 км. С това се намалява риска за царските орли в защитената зона „Сакар“ от Натура 2000.

### Изграждане на ПАС система
ПАС системата е изолирана проводникова линия по дължината на електропровода, чиято основна цел е предотвратяване на токов удар или допир на птица с откритата повърхност на линията.
По време на проекта „Живот за царския орел“ е монтирана проводникова линия на 20 kV електропровод с дължина 15 км. в община Харманли. ПАС система с дължина 30 км. е предвидена и на териториите на общините Елхово и Тополовград.

### Монтиране на защитни изолации
Защитните изолации са изделия от пластмаса, които се поставят на върха на електрическия стълб и изолират откритите части на проводниците от двете му страни. Това намалява риска от контакт на птиците едновременно с проводниците и заземената част от стълба.
По проекта е заложено EVN България Електроразпределение да монтира 2740 защитни изолации, след което е планиран мониторинг на ефекта от тези дейности.